# Kostel Všech svatých (Velký Vřešťov)
Kostel Všech svatých je římskokatolický filiální, dříve farní kostel v Velkém Vřešťově. Patří do farnosti Dvůr Králové nad Labem. Je chráněn jako kulturní památka České republiky.

## Historie
Kostel byl postaven ve 14. století ve stylu gotiky. Po požáru roku 1723 byl obnoven ve stylu baroka.

## Interiér
V kostele je náhrobní kámen Wienka Kordule ze Sloupna a jeho manželky Johanky. Pod oltářem jsou údajně ostatky Rýzmburků.

## Bohoslužby
Pravidelné bohoslužby se konají v sobotu lichého týdne od 18.00, v době od 4. 7. do 29. 8.